# Westfeld (Basse-Saxe)
Westfeld est une municipalité allemande du land de Basse-Saxe et l'arrondissement de Hildesheim. En 2014, elle comptait 896 hab.

## Source
- (de) Cet article est partiellement ou en totalité issu de l’article de Wikipédia en allemand intitulé « Westfeld (Niedersachsen) » (voir la liste des auteurs).